# NGC 4980
NGC 4980 ist eine Balken-Spiralgalaxie mit ausgedehnten Sternentstehungsgebieten vom Hubble-Typ SBa im Sternbild Hydra südlich der Ekliptik. Sie ist schätzungsweise 57 Millionen Lichtjahre von der Milchstraße entfernt und hat einen Durchmesser von etwa 25.000 Lj.

Im selben Himmelsareal befindet sich u. a. die Galaxie NGC 4965.
Das Objekt wurde am 30. März 1835 von John Herschel entdeckt.